# Torneo di Wimbledon 2019 - Doppio maschile per invito senior
Jonas Björkman e Todd Woodbridge erano i campioni in carica, e lo hanno difeso battendo in finale Jacco Eltingh e Paul Haarhuis con il punteggio di 4−6, 6−3, [10−6].

## Tabellone

### Legenda
| - Q = Qualificato - WC = Wild card - LL = Lucky loser | - ALT = Alternate - SE = Special Exempt - PR = Protected Ranking | - w/o = Walkover - r = Ritirato - d = Squalificato |

### Finale
|  | Finale |                                |   |   |      |  |
|  |        |                                |   |   |      |  |
|  | A3     | Jonas Björkman Todd Woodbridge | 4 | 6 | [10] |  |
|  | B1     | Jacco Eltingh Paul Haarhuis    | 6 | 3 | [6]  |  |

### Gruppo A
|    |                                 | Bahrami Wilkinson | Bates Castle     | Björkman Woodbridge | Ferreira Woodforde | RR W–L | Set W–L | Game W–L | Standings |
| A1 | Mansour Bahrami Chris Wilkinson |                   | 4–6, 6–3, [4–10] | 4–6, 3–6            | 3–6, 5–7           | 0–3    | 1–6     | 25–35    | 4         |
| A2 | Jeremy Bates Andrew Castle      | 6–4, 3–6, [10–4]  |                  | 4–6, 2–6            | 5–7, 6(3)–7        | 1–2    | 2–5     | 27–36    | 3         |
| A3 | Jonas Björkman Todd Woodbridge  | 6–4, 6–3          | 6–4, 6–2         |                     | 6−3, 6−3           | 3–0    | 6−0     | 36–19    | 1         |
| A4 | Wayne Ferreira Mark Woodforde   | 6–3, 7–5          | 7–5, 7–6(3)      | 3−6, 3−6            |                    | 2–1    | 4–2     | 33–31    | 2         |

La classifica viene stilata in base ai seguenti criteri: 1) Numero di vittorie; 2) Numero di partite giocate; 3) Scontri diretti (in caso di due giocatori pari merito); 4) Percentuale di set vinti o di game vinti (in caso di tre giocatori pari merito); 5) Decisione della commissione

### Gruppo B
|    |                               | Eltingh Haarhuis | Krajicek Petchey | Leconte McEnroe | Rusedski Santoro | RR W–L | Set W–L | Game W–L | Standings |
| B1 | Jacco Eltingh Paul Haarhuis   |                  | 5−7, 6−1, [10−7] | 6−3, 7−5        | 3–6, 1–1, ret.   | 3−0    | 5−2     | 29−23    | 1         |
| B2 | Richard Krajicek Mark Petchey | 7−5, 1−6, [7−10] |                  | 6−3, 6−4        | 5−7, 3−6         | 1−2    | 3−4     | 28−32    | 3         |
| B3 | Henri Leconte Patrick McEnroe | 3−6, 5−7         | 3−6, 4−6         |                 | 4–6, 2–6         | 0−3    | 0−6     | 21−37    | 4         |
| B4 | Greg Rusedski Fabrice Santoro | 6–3, 1–1, ret.   | 7−5, 6−3         | 6–4, 6–2        |                  | 2−1    | 5−1     | 32−18    | 2         |

La classifica viene stilata in base ai seguenti criteri: 1) Numero di vittorie; 2) Numero di partite giocate; 3) Scontri diretti (in caso di due giocatori pari merito); 4) Percentuale di set vinti o di game vinti (in caso di tre giocatori pari merito); 5) Decisione della commissione